# ヘンリ・ランスベリー
ヘンリ・ジョージ・ランスベリー（Henri George Lansbury, 1990年10月12日 - ）は、イングランド・ロンドン出身の元サッカー選手。現役時代のポジションはセンターハーフ、及び右サイドハーフ。

## 経歴
9歳の頃からアーセナルのアカデミーに在籍している生え抜きの選手である。2007年7月31日にアーセナルとプロ契約を結び、2007年10月31日のカーリングカップ、シェフィールド・ユナイテッド戦においてトップチームデビューを飾った。
2012年8月、移籍金130万ポンドでノッティンガム・フォレストFCに移籍した。
2017年1月20日、移籍金300万ポンドでアストン・ヴィラFCに移籍。
2021年1月29日、シーズン終了までの契約でブリストル・シティFCに移籍した。

## 代表歴
イングランド代表としてU-17イングランド代表ではキャプテンを務めていた。U-19イングランド代表にも選ばれており、2008年10月に行われたU-19欧州選手権予選ラウンドにも出場し、3試合に出場して3得点をあげている。

## 所属クラブ
- 2007-2012  アーセナルFC

→2009  スカンソープ・ユナイテッドFC (loan)
→2009.8-2009.12  ワトフォードFC (loan)
→2010-2011  ノリッジ・シティFC (loan)
→2011-2012  ウェストハム・ユナイテッドFC (loan)
- 2012-2017  ノッティンガム・フォレストFC
- 2017-2021  アストン・ヴィラFC
- 2021  ブリストル・シティFC
- 2021-2023 ルートン・タウンFC

## 個人成績
| クラブ                            | シーズン | リーグ             | リーグ | リーグ | FAカップ | FAカップ | リーグカップ | リーグカップ | その他 | その他 | 合計 | 合計 |
| クラブ                            | シーズン | リーグ             | 出場   | 得点   | 出場     | 得点     | 出場         | 得点         | 出場   | 得点   | 出場 | 得点 |
| --------------------------------- | -------- | ------------------ | ------ | ------ | -------- | -------- | ------------ | ------------ | ------ | ------ | ---- | ---- |
| アーセナル                        | 2007-08  | プレミアリーグ     | 0      | 0      | 0        | 0        | 1            | 0            | 0      | 0      | 1    | 0    |
| アーセナル                        | 2008-09  | プレミアリーグ     | 0      | 0      | 0        | 0        | 3            | 0            | 0      | 0      | 3    | 0    |
| アーセナル                        | 2009-10  | プレミアリーグ     | 1      | 0      | —        | —        | —            | —            | 0      | 0      | 1    | 0    |
| アーセナル                        | 2010-11  | プレミアリーグ     | 0      | 0      | —        | —        | 1            | 1            | 0      | 0      | 1    | 1    |
| アーセナル                        | 2011-12  | プレミアリーグ     | 2      | 0      | 0        | 0        | —            | —            | 0      | 0      | 2    | 0    |
| スカンソープ・ユナイテッド (loan) | 2008-09  | リーグ1            | 16     | 4      | —        | —        | 0            | 0            | 2      | 0      | 18   | 4    |
| ワトフォード (loan)               | 2009-10  | チャンピオンシップ | 37     | 5      | 1        | 0        | 1            | 0            | —      | —      | 39   | 5    |
| ノリッジ・シティ (loan)           | 2010-11  | チャンピオンシップ | 23     | 4      | 0        | 0        | —            | —            | —      | —      | 23   | 4    |
| ウェストハム・ユナイテッド (loan) | 2011-12  | チャンピオンシップ | 22     | 1      | 1        | 0        | —            | —            | 1      | 0      | 24   | 1    |
| ノッティンガム・フォレスト        | 2012-13  | チャンピオンシップ | 32     | 5      | 0        | 0        | 0            | 0            | —      | —      | 32   | 5    |
| ノッティンガム・フォレスト        | 2013-14  | チャンピオンシップ | 29     | 7      | 1        | 0        | 0            | 0            | —      | —      | 30   | 7    |
| ノッティンガム・フォレスト        | 2014-15  | チャンピオンシップ | 39     | 10     | 0        | 0        | 1            | 1            | —      | —      | 40   | 11   |

## タイトル

### クラブ
アーセナルFC
- FAユースカップ 2008-09
- プレミアアカデミーリーグ 2008-09

スカンソープ・ユナイテッドFC
- フットボールリーグトロフィー 準優勝 2009

### 代表
イングランド代表
- UEFA U-17欧州選手権2007 準優勝
- UEFA U-19欧州選手権2009 準優勝